# Cinderella with Four Knights
Cinderella with Four Knights (en hangul: 신데렐라와 네 명의 기사; RR: Sinderella-wa ne myeong-ui gisa; literalmente Cenicienta y sus cuatro caballeros) es una serie surcoreana protagonizada por Park So-dam, Jung Il-woo, Ahn Jae-hyun, Lee Jung-shin, Choi Min y Son Na-eun. Se emitió cada viernes y sábado a las 23:00 (KST) desde el 12 agosto hasta el 12 de octubre de 2016.
Está basada en la novela homónima publicada en 2011, que trata sobre un grupo de jóvenes veinteañeros apasionados que viven juntos. Su trama es similar a la serie de 2009 Boys Over Flowers.

## Sinopsis
Eun Ha Won (Park So-dam) es una brillante estudiante que sueña con convertirse en maestra ya que su madre quería que lo fuera. Desgraciadamente, perdió a su madre en un trágico accidente durante su infancia y su padre volvió a casarse dejándola con una cruel madrastra y desentendiéndose de ella, su madrastra dice no tener dinero para su educación cuando en realidad si tenía pero solo para su hija biológica ya que dejaba a su hijastra a su suerte y ella tenía que trabajar para pagar sus propios estudios. Un día, ella va a repartir pizzas, ya que, es uno de sus mucho trabajos de medio tiempo. En ese mismo lugar se encuentra a Hyun Min para terminar de descubrir dónde trabaja, cuando llega a ahí le propone una idea que es que lo acompañe a la quinta boda de su abuelo, estando ahí pone en una situación muy vergonzosa a Hyun Min, el señor Kang (aka el abuelo) mira que Eun Ha won puede hacer que sus nietos tengan valores y empiecen a actuar como una familia; ahí es cuando termina mudándose a una hermosa mansión con tres apuestos hombres, los primos y herederos de la fortuna de la familia Kang. Entre ellos el rebelde solitario Kang Ji Woon (Jung Il-woo), el playboy y máquina de dinero Kang Hyun Min (Ahn Jae-hyun) y el super dulce cantante Kang Seo Woo (Lee Jung-shin), Eun Ha Won se encuentra en medio del más loco lío de amor que alguna vez ha existido en un moderno cuento de hadas de princesa. Con ellos también viven Lee Yoon Sung (Choi Min), guardaespaldas de los herederos, y Park Hye-ji (Son Na-eun), una hermosa joven que tiene sus propios intereses en la familia Kang.

## Reparto

### Personajes principal

#### Cenicienta
- Park So-dam como Eun Ha-won.

#### Los Cuatro Caballeros
- Jung Il-woo como Kang Ji-woon.
- Ahn Jae-hyun como Kang Hyun-min.
  - Jeon Jin-seo como Kang Hyun-min (de joven).
- Lee Jung-shin como Kang Seo-woo.[8]
- Choi Min como Lee Yoon-sung

### Personajes secundarios

#### Personas cercanas a los Cuatro Caballeros
- Son Na-eun como Park Hye-ji.
- Kim Yong-gun como el Presidente Kang Jong-du.
- Kim Hye-ri como Ji Hwa-ja.

#### Personas Alrededor de Cenicienta
- Seo Hyun-chul como Eun Gi-sang.[9]
- Choi Eun-kyung como Park Soo-kyung.
- Go Bo-gyeol como Choi Yoo-na.[10]
- Cho Hye-jung como Hong Ja-young.

### Otros personajes
- Jo Mi-ryung
- Shin Dong-mi como Park Ok Seon, la madre de Ha-won.
- Kim Ji-sung como Han Ji Seon, la madre de Ji-woon.
- Kim Young-jae como el padre de Ji-woon.
- Kang Eui-sik.
- Jung Young-joo como la mujer de Beolgyo.[11]
- Kim Hye-yoon como la cajera de la tienda de conveniencia (ep. #2).
- Na In-woo como Joon Soo (ep. #12).
- Park Eun-ji.

## Filmación
La "Casa del Cielo" es la casa club de lujo del resort de golf South Cape Owners Club en la costa sur de la isla Changseon en Namhae, Gyeongsang del Sur, Corea del Sur.

## Premios y nominaciones
| Año  | Premio                                       | Categoría                     | Destinatario | Resultado |
| ---- | -------------------------------------------- | ----------------------------- | ------------ | --------- |
| 2016 | 5 APAN Star Awards                           | Mejor Actriz Revelación       | Park So-dam  | Nominada  |
| 2016 | 9 Korea Drama Awards                         | Premio alta excelencia, Actor | Ahn Jae-hyun | Ganador   |
| 2016 | 9 Korea Drama Awards                         | Global Star Award             | Ahn Jae-hyun | Ganador   |
| 2016 | 7 Festival Internacional de Televisión Macao | Mejor Actor                   | Ahn Jae-hyun | Ganador   |

## Emisión internacional
| País            | Red         | Premier                 |
| --------------- | ----------- | ----------------------- |
| Tailandia       | Cierto4U    | 1 de septiembre de 2016 |
| Malasia         | 8televisión | 3 de febrero de 2017    |
| Al sureste Asia | K+          | 2017                    |
| Filipinas       | GMA Red     | 30 de abril de 2018     |
| Al sureste Asia | tvN Asia    | (2018)                  |
| Indonesia       | Sony Un     | (2018)                  |